# (669) Киприя
(669) Киприя  (др.-греч. Κύπρια) — астероид главного пояса, который принадлежит к спектральному классу S и входит в состав семейства Эос. Он был обнаружен 20 августа 1908 года германским астрономом Августом Копффом в Гейдельбергской обсерватории и назван в честь «Киприи», древнегреческой эпической поэмы VII веке до н. э..

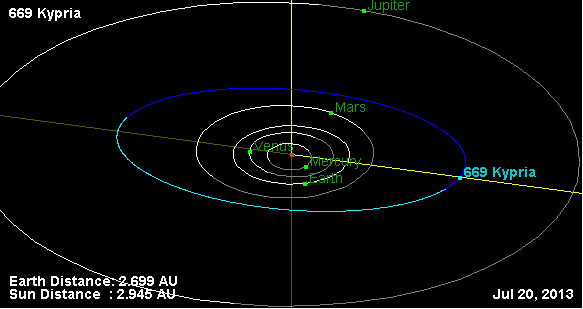
Орбита астероида Киприя и его положение в Солнечной системе